# Kijosu (hrad)
Kijosu (japonsky: 清洲城, Kijosudžó) je japonský hrad ležící ve městě Kijosu v prefektuře Aiči. Proslul jako první základna, z níž operoval Nobunaga Oda na konci období Sengoku.
Byl postaven mezi roky 1394 až 1427 a jeho prvním majitelem byl Jošišige Šiba. Po něm sídlo zdědil Jošimune Šiba, tehdejší vládce provincie Owari. Tehdy ještě ne příliš známý Nobunaga Oda se hradu zmocnil roku 1555. Předtím ovšem náležel jiné větvi rodiny Oda, Iwakurům. Nobutomo Oda z této větve po dobytí Kijosu donutil Jošimuneho spáchat seppuku a sám spřádal plán, jak nechat zavraždit Nobunagu. Během roku 1555 se Nobunagovi ovšem podařilo hrad dobýt a nařídit Nobutomovi taktéž spáchat seppuku. Během období Edo padl do rukou klanu Tokugawa, kdy se jeho posledním vlastníkem stal Jošinobu Tokugawa, potomek věhlasného Iejasua.